# John Standing
 (mai 2025).
Pour les articles homonymes, voir Standing.
John Standing est un acteur britannique, né le 16 août 1934 à Londres (Angleterre).

## Biographie

### Vie privée
Standing nait à Londres en 1934. Fils de Kay Hammond (née Dorothy Katherine Standing), une actrice, et de Sir Ronald George Leon, 3e baronnet, un courtier descendant de Sir Herbert Leon (en), le constructeur de Bletchley Park. Il succède à son père comme quatrième baronnet en 1964, mais n’utilise pas le titre. La famille Leon est, jusqu’en 1937, propriétaire de Bletchley Park, la maison de campagne du Buckinghamshire utilisée pendant la Seconde Guerre mondiale comme centre de décryptage.
Il fait ses études au Eton College et à la Millfield School, dans le Somerset. Il sert dans le King’s Royal Rifle Corps en tant que sous-lieutenant, avant d’étudier à la Byam Shaw School of Art de Londres.

### Carrière
John Standing commence sa carrière en 1955 dans la production de Peter Brook de la pièce de théâtre Titus Andronicus, avec Laurence Olivier et son épouse Vivien Leigh. Il tient ensuite des rôles principaux dans L'Importance d'être Constant d’Oscar Wilde, Ring Round the Moon de Christopher Fry, A Sense of Detachment de John Osborne et Noël Coward's Private Lives, avec Maggie Smith.
Il est nommé pour un prix Oliver (1979) pour Close of Play au Théâtre national. Il fait ses débuts au cinéma dans The Wild and the Willing (1962), puis dans Un caïd (1965), Walk, Don’t Run (1966), The Psychopath (1966), L'aigle s'est envolé (1976), Elephant Man (1980), Nightflyers (1987), Mrs Dalloway (1997) et A Good Woman (2004).
L’un de ses premiers rôles importants à la télévision est celui de Sidney Godolphin dans le feuilleton en douze parties de la BBC, The First Churchills (1969). Autres apparitions à la télévision : Tinker, Tailor, Soldier, Spy (1979); la sitcom ITV The Other 'Arf (1980-1984), avec Lorraine Chase; The Choir (1995) et King Salomon’s Mines (2004). Aux États-Unis, il est invité dans de nombreuses émissions hebdomadaires dont L.A. Law, Civil Wars and Murder, She Wrote, et joue brièvement le rôle principal avec Robert Wagner et Samantha Smith dans la série d’action Lime Street (1985). En 1976, il apparaît également aux côtés de Peter O’Toole dans le film à suspense peu connu de la BBC, Rogue Male, réalisé par Clive Donner.
Il apparaît dans le film d’horreur Nightflyers (1987) adapté d’une nouvelle de George R. R. Martin. En 2002, il est conférencier sur Lost Horizons, le deuxième album studio du duo électronique britannique Lemon Jelly. Sur la piste 1, « Éléments », il énumère les « éléments » de base qui composent le monde : le frêne, le métal, l’eau, le bois, le feu et le ciel. Sur la piste 3, "Ramblin' Man", Standing lit une longue liste de divers endroits à travers le monde, allant des petits villages du Sussex aux grandes capitales mondiales.
En juillet 2010, il apparaît dans le rôle de Jon Arryn dans la série HBO Game of Thrones, basée sur le roman A Song of Ice and Fire de George R. R. Martin.

## Filmographie

### Cinéma
- 1962 : The Iron Maiden : Humphrey Gore-Brown
- 1962 : A Pair of Briefs : Hubert Shannon
- 1962 : The Wild and the Willing : Arthur
- 1964 : X3, agent secret (Hot Enough for June) : le majordome
- 1965 : Un caïd (King Rat) de Bryan Forbes : le capitaine Daven
- 1966 : Poupées de cendre (The Psychopath) de Freddie Francis : Mark Von Sturm
- 1966 : Rien ne sert de courir (Walk Don't Run) : Julius P. Haversack
- 1967 : Le Jardin des tortures (Torture Garden) de Freddie Francis : Leo
- 1969 : All the Right Noises : Bernie
- 1969 : A Touch of Love : Roger Henderson
- 1972 : Au Pair Girls : Buster
- 1972 : Une belle tigresse (Zee and Co.) de Brian G. Hutton : Gordon
- 1976 : L'aigle s'est envolé (The Eagle Has Landed) : le père Verecker
- 1978 : L'École ras-le-bol : Fairbrother
- 1978 : Psychose phase 3 (The Legacy) : Jason Mountolive
- 1980 : Elephant Man (The Elephant Man) : Dr. Fox
- 1980 : Le Commando de Sa Majesté (The Sea Wolves) : Finley
- 1982 : Privates on Parade : la capitaine Sholto Savory
- 1985 : Invitation to the Wedding : Earl Harry
- 1987 : Nightflyers : Michael D'Brannin
- 1992 : Chaplin : Chaplin Butler
- 1997 : Mrs Dalloway de Marleen Gorris : Richard Dalloway
- 1997 : L'Homme qui en savait trop... peu (The Man Who Knew Too Little) : Gilbert Embleton
- 1999 : 8 Femmes ½ (8 ½ Women) : Philip Emmenthal
- 1999 : Trader (Rogue Trader) : Peter Baring
- 1999 : Mad Cows : l'homme politique
- 2000 : Espion en danger (Queen's Messenger) : le Secrétaire d'Etat
- 2000 : Pandemonium (Pandaemonium) : le révérend Holland
- 2000 : The Calling : Jack Plummer
- 2001 : Witness to a Kill : le Secrétaire d'Etat
- 2001 : Jack Brown and the Curse of the Crown : Sheldon Gotti
- 2003 : Shoreditch
- 2004 : La Séductrice (A Good Woman) de Mike Barker : Dumby
- 2005 : Animal : le doyen
- 2005 : V pour Vendetta (V for Vendetta) : l'évêque Lilliman
- 2005 : Lassie : French
- 2007 : I Want Candy : Michael de Vere
- 2007 : Outlaw
- 2007 : The Contractor : Sir Anthony
- 2014 : Queen and Country de John Boorman : grand-père George
- 2018 : The Happy Prince de Rupert Everett : Dr Tucker
- 2023 : The Great Escaper (en)

### Télévision
- 1963 : Le Saint (série télévisée) : Les Artistes de la fraude (saison 2 épisode 14) : un gendarme
- 1969 : The First Churchills (feuilleton télévisé) : Sidney Godolphin
- 1974 : Ms or Jill and Jack : Jack
- 1976 : Rogue Male : le major Quive-Smith
- 1977 : Sinking of HMS Victoria
- 1979 : Tinker, Tailor, Soldier, Spy (feuilleton télévisé) : Sam Collins
- 1980 : The Other 'Arf (série télévisée) : Charles Latimer
- 1983 : Pygmalion : le colonel Pickering
- 1984 : The Biko Inquest : Van Rensburg
- 1984 : To Catch a King : le duc de Windsor
- 1985 : Lime Street (en) (série télévisée) : Edward Wingate
- 1987-1992 : Screen Two (en) : Jack / Coudray
- 1989 : Dark Holiday : Charnaud
- 1989 : Chameleons : Henry
- 1990 : The Endless Game : Belfrage
- 1990 : Le Complot du renard (Night of the Fox) : Alan Stacey
- 1992 : The Old Boy Network (série télévisée) : Peter Duckham
- 1993 : Riders : Malise Gordon
- 1995 : The Choir (feuilleton télévisé) : l'évêque Robert Young
- 1995 : Look at the State We're In! (feuilleton télévisé) : Dr. Smith
- 1996 : Les Voyages de Gulliver (Gulliver's Travels) : l'amiral Bolgolam
- 1997 : The Woman in White : Mr. Gilmore
- 1997 : Drovers' Gold (feuilleton télévisé) : Sir Huw Watkins
- 1997 : A Dance to the Music of Time (feuilleton télévisé) : Nicholas Jenkins
- 1999 : Jeanne d'Arc (Joan of Arc) : l'archevêque
- 2000 : Longitude : le capitaine Proctor
- 2001 : Love in a Cold Climate (feuilleton télévisé) : Lord Montdore
- 2002 : The Falklands Play : William Whitelaw
- 2002 : Churchill, pour l'amour d'un empire (The Gathering Storm) : Lord Moyne
- 2004 : Allan Quatermain et la Pierre des ancêtres (King Solomon's Mines) : Dr. Sam Maitland
- 2005 : The Inspector Lynley Mysteries: The Seed of Cunning : Black Rod
- 2005 : The Slavery Business : Lord Carteret
- 2006 : The Line of Beauty (feuilleton télévisé) : Lord Kessler
- 2011 : Game of Thrones : Jon Arryn
- 2016 : The Crown : Imbert-Terry

## Armoiries
| Cimier Un demi-lion de gueules, naissant d'une couronne murale d'or, tenant dans ses pattes un tournesol feuillé et tigé d'or, grainé de sable. Écusson De gueules à deux tournesols dressés, feuillés et arrachés d'or, grainés de sable. Devise Seek The Truth (« Chercher la vérité ») |